# Dominik Moll

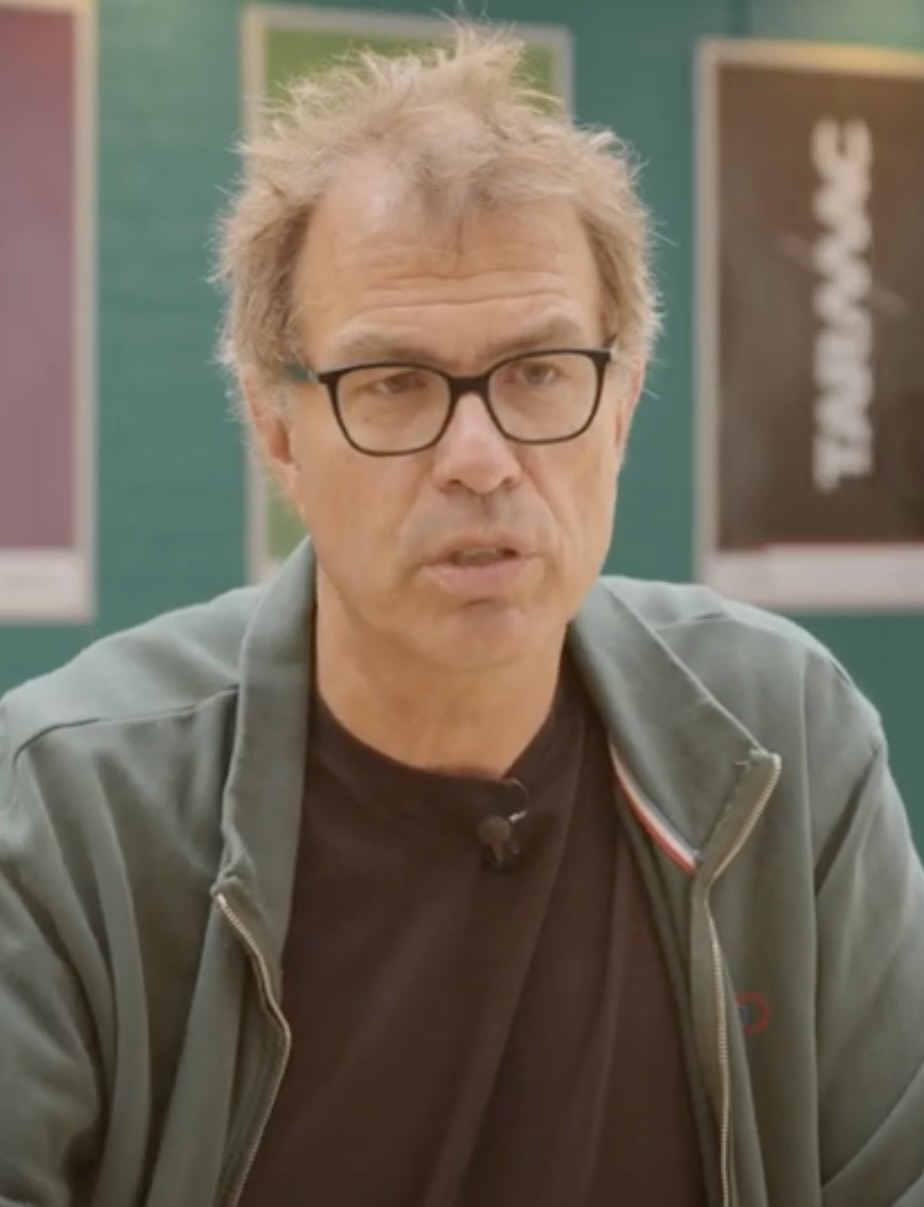
Dominik Moll (2024)

Dominik Moll (* 7. Mai 1962 in Bühl, Deutschland) ist ein französischer Regisseur und Drehbuchautor.

## Leben
Moll wuchs in Baden-Baden auf und lebt in Frankreich. Sein Vater ist Deutscher, seine Mutter Französin. In New York studierte er an der City University. 2010 drehte er Der Mönch basierend auf dem Matthew Lewis-Gothic-Roman The Monk, in den Hauptrollen agieren als Capucin Ambrosio Vincent Cassel, Sergi López als Le débauché, Déborah François als Valerio, und Geraldine Chaplin spielte L’abbesse.

## Filmografie
- 1987: Le Gynécologue et sa secrétaire
- 1994: Intimité
- 2000: Harry meint es gut mit dir (Harry, un ami qui vous veut du bien)
- 2005: Lemming
- 2010: Black Heaven (L’autre monde)
- 2011: Der Mönch (Le moine)
- 2016: News from Planet Mars (Des nouvelles de la planète Mars)
- 2018: Eden (sechsteilige TV-Serie)
- 2019: Die Verschwundene
- 2022: In der Nacht des 12. (La nuit du 12)
- 2025: Dossier 137

## Auszeichnungen
- 2001: 26. César-Verleihung: beste Regie für Harry meint es gut mit dir
- 2001: San Diego International Film Festival: bester Spielfilm für Harry meint es gut mit dir
- 2023: 48. César-Verleihung: beste Regie für In der Nacht des 12.
- 2025: Internationale Filmfestspiele von Cannes, Nominierung für die Goldene Palme für Dossier 137